# 五十嵐雄策
五十嵐雄策（1978年10月3日—）為日本輕小說作家。以《幸福的兩世代同居計畫》（幸せ二世帯同居計画）獲得第四屆電擊hp短篇小說獎後，以《乃木坂春香的秘密》出道。一邊準備律師資格考試、一邊寫作（雖說如此，似乎最近都把重心放在撰寫小說）。興趣是彈鋼琴、料理、草本茶。
2010年7月29日，應台灣角川邀請，於第11屆漫畫博覽會舉辦《乃木坂春香的秘密》海外簽名會。

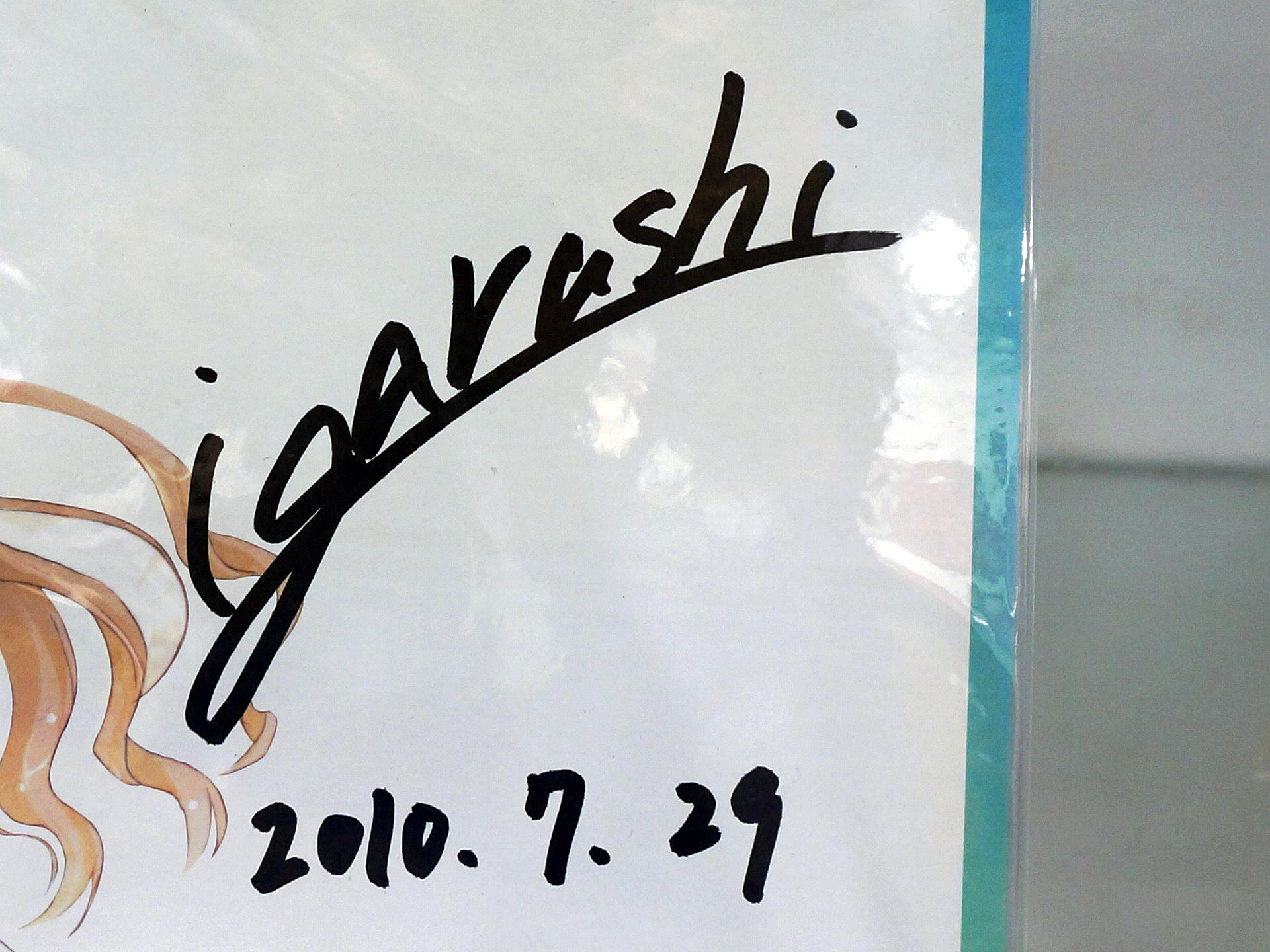
第11屆漫畫博覽會，五十嵐雄策簽名

## 作品
- 乃木坂春香的秘密
- 害羞的三角形
- 小春原日和育成日記
- 花屋敷澄花的圣地巡礼
- 乃木坂明日夏的秘密

## 外部連結
- （日語）五十嵐雄策網誌「She loves 雄」（页面存档备份，存于）
- 五十嵐雄策的X（前Twitter）